# Персія Вуллі
Персія Вуллі (англ. Persia Woolley, 8 листопада 1935 — 3 жовтня 2017) — американська письменниця-романістка. Найвідоміший твір — «Трилогія Ґвіневери». Авторка низки робіт на історичну тематику.

## Робота
В жанрі історичної белетристики Вуллі написала Трилогію Ґвіневери на тематику артуріани. Ця трилогія включає в себе Дитя північної весни (1987), Королева Літніх Зірок (1990) та Ґвіневера: Легенда восени (1993).

## Особисте життя
Вуллі виросла в місті Оберн, Каліфорнія. Єдина дитина в родині Лоїс і Вільям Гігманом. Вивчала архітектуру в Каліфорнійському університеті Берклі та у 1956 одружилася з інженером Джеймса Вуллі. До розлучення у 1958 народила двох дітей. Досвід матері-одиначки підштовхнув до написання двох перших книг: Творче виживання матерів-одиначок (1974) та Довідник збереження (1979). У 1978 одружилася з професором Девідом Гарвином.